# 黎定基
黎定基，CMG，SBS，JP（1947年—）香港商人。

## 生平
1969年加入怡和集團。1994年加入怡和董事局。2006年出任怡和控股常務董事，至2012年3月退休，改任非執行董事。2003年至2005年曾任香港總商會主席。

## 公職
- 方便營商諮詢委員會主席
- 大珠三角商務委員會成員
- 策略發展委員會成員
- 亞太經合組織商貿諮詢理事會香港代表